# Comuna Zalukva, Halîci
Zalukva (în ucraineană Залуква) este o comună în raionul Halîci, regiunea Ivano-Frankivsk, Ucraina, formată din satele Șevcenkove și Zalukva (reședința).

## Demografie
Componența lingvistică a comunei Zalukva
     Ucraineană (99,45%)
     Alte limbi (0,51%)
Conform recensământului din 2001, majoritatea populației comunei Zalukva era vorbitoare de ucraineană (99,45%), existând în minoritate și vorbitori de alte limbi.